# William Farrar Smith

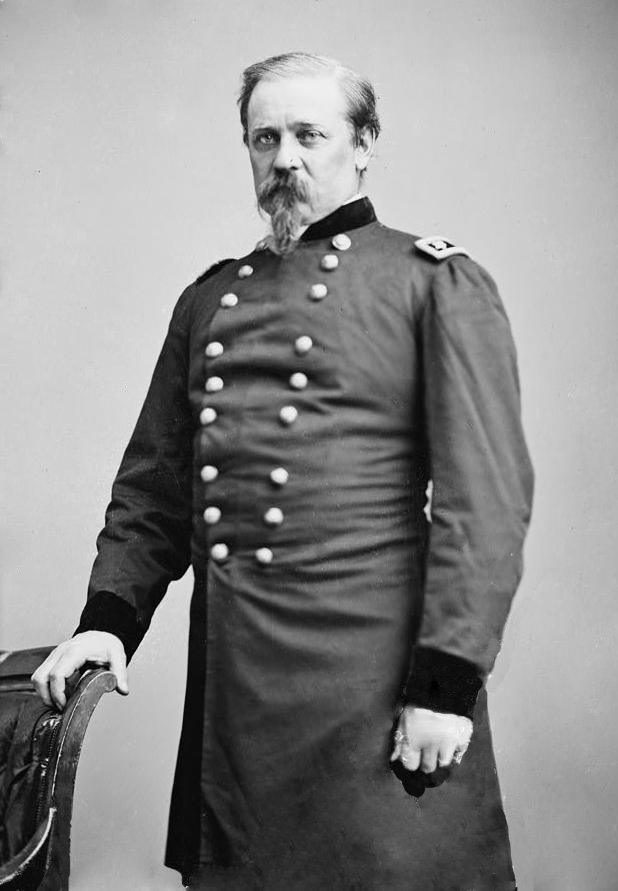
William "Baldy" Smith

William Farrar Smith (* 17. Februar 1824 in St. Albans; † 28. Februar 1903 in Philadelphia) war ein General der Union der im amerikanischen Sezessionskrieg als Divisions- und Korpsführer fungierte und sich besonders im Ingenieursdienst hervortat.

## Leben

### Frühe Jahre
Der im späteren Heeresdienst als William F. "Baldy" bekannt gewordene General wurde 1824 als Sohn von Aschbel Smith und Sarah Butler im Bundesstaat Vermont geboren. Sein Cousin J. Gregory Smith wurde 1863 Gouverneur von Vermont. William Farrar absolvierte seine Grundschulen in Vermont, bis er 1841 in die Militärakademie von West Point eintrat. Nach vier Jahren schloss er als Viertbester von 41 Kadetten ab. Smith wurde am 1. Juli 1845 zum Unteroffizier ernannt und als Adjutant dem topographischen Ingenieurskorps zugewiesen. Als technischer Offizier, verbrachte er die Jahre vor dem Bürgerkrieg auch als Ausbilder in West Point und als Mitglied und Sekretär des Lighthouse Board. Er wurde am 14. Juli 1849 zum Leutnant befördert. Smith hatte zweimalig eine Assistenzprofessur in West Point (1846–1848 und 1855–1856). Smith lehrte an der Akademie Mathematik, der Aufenthalt gab ihm aber auch die Möglichkeit, sein Wissen über Militärgeschichte und Kriegsführung zu verbessern.
Er diente ab 1845 dem Ingenieurkorps an den Great Lakes, in Texas, Arizona, Mexiko und Florida. Am 3. März 1853 wurde er zum Oberleutnant befördert. In Florida erkrankte er im Dienst an der Malaria und obwohl er sich wieder erholte, beeinflusste diese Krankheit sein restliches Leben. Am 1. Juli 1859 wurde er zum Captain der US Army befördert.

### Im Bürgerkrieg
Aufgrund seiner schlechten Gesundheit und seiner früher erworbenen topographischen Kenntnisse des Südens wurde Smith nach dem Kriegsausbruch 1861 zunächst als technischer Offizier in die Festung Monroe geschickt, um Aufklärungsarbeit rund um Yorktown zu leisten. Mit dem Rang eines Obersts (vom 16. Juli 1861) nahm er mit den Freiwilligen des 3. Vermont Infanterie-Regimentes der Unionsarmee an der Ersten Schlacht am Bull Run teil. Unter Oberbefehl von Generalmajor Irvin McDowell wurde er am 13. August 1861 zum Brigadegeneral befördert und kommandierte die erste Brigade des Vermont-Regimentes. Zunächst Kommandeur der zweiten Division des IV. Korps, zeichnete er sich besonders in der Schlacht am White Oak Swamp aus. Im Juni 1862 wurde er zum Oberstleutnant und am 4. Juli 1862 in den Rang eines Generalmajor befördert. Er führte infolge eine Division im Rahmen des VI. Korps, während des Feldzuges der Potomac-Armee auf der Halbinsel und im Maryland-Feldzug. Seine Truppen kämpften am 17. September 1862 in der Schlacht am Antietam. Nachdem sein Korpskommandeur Generalmajor William B. Franklin wegen Konfrontation mit dem Oberbefehlshaber Ambrose Burnside den Schauplatz verlassen hatte, wurde Smith an der Spitze des VI. Korps gestellt, das er am 13. Dezember in der Schlacht von Fredericksburg kommandierte. Nach dieser Niederlage beschwerte er sich zusammen mit William B. Franklin brieflich bei Präsident Abraham Lincoln über die schlechte Operationsführung von General Burnside. Diese Indiskretion und die Tatsache, dass er ein enger Freund von George B. McClellan war, führten schließlich zu seiner Abberufung.

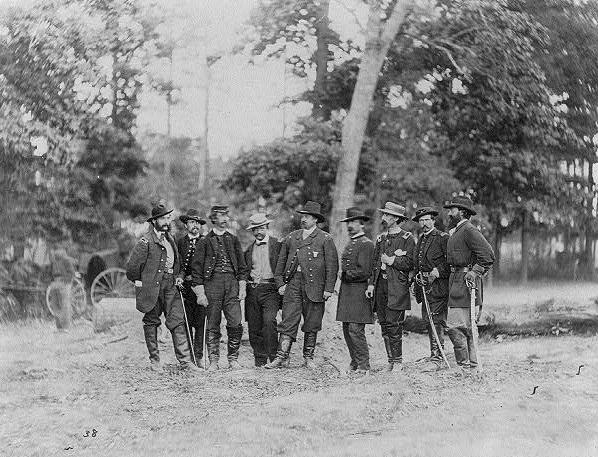
General Smith und seine Stabsoffiziere

Nach einer Reihe unwichtiger Kommandos in Pennsylvania und West Virginia wurde er Chefingenieur bei der Military Division von Mississippi. Am 3. Oktober 1863 wurde Smith als Chefingenieur der Army of the Cumberland nach Tennessee geschickt. Als solcher plante er in der Schlacht von Browns Ferry und organisierte Nachschub und Verstärkungen für die Unionstruppen im Raum Chattanooga. Er wurde von seinen Vorgesetzten Ulysses S. Grant, William T. Sherman und George Henry Thomas für seine Ingenieurskunst belobigt und leistete einen wertvollen Beitrag für den Sieg in der Schlacht am Missionary Ridge. General Grant bestand infolge nachdrücklich darauf, dass seine Nominierung als Generalmajor bestätigt wurde, entsprechend wurde er am 9. März 1864 durch den Senats für seine hervorragende Leistungen bei Chattanooga und im Virginia-Feldzug vollständig rehabilitiert.
Am 9. März 1864 wurde er im Rang eines Generalmajor reaktiviert, wieder in den aktiven Dienst zurückgeführt und dem XVIII. Korps unter General Benjamin Franklin Butler am James River zugewiesen. Sein Korps war Teil der Hauptarmee unter George Meade und nahm an der Schlacht von Cold Harbor teil. Smiths Korps unterstand auch eine Division schwarzer Truppen unter General Edward W. Hinks, welche versuchen sollten, die Stadt Petersburg zu nehmen. In Erinnerung an das Debakel bei Cold Harbor entschied sich Smith für eine ausreichende Aufklärung. Bevor seine erste Angriffslinie nicht ausreichende Artillerieunterstützung erhalten hatte, wollte er keinen Angriff wagen. Er beschrieb General Butler auf dem Schlachtfeld als "so hilflos wie ein Kind und als Visionär im Rat." Am 19. Juli 1864 wurde er schließlich auf Anordnung von Grant vom Kommando über das XVIII. Korps abberufen.

### In der Privatwirtschaft
Smith trat 1865 aus dem aktiven Felddienst aus und verließ 1867 die US Army für immer. Er verwandte seine Fähigkeiten als Ingenieur jetzt erfolgreich in der Privatwirtschaft. Von 1865 bis 1873 war er Präsident der International Telegraph Company. Nachdem er einige Jahre in Europa zugebracht hatte, ging er nach New York. Seit 1875 saß er im Board of Commissioners, dem Leitungsgremium des New York City Police Department. Von 1877 bis 1881 stand er dieser Polizeibehörde als Präsident vor. Nach seinem Rücktritt 1881 verbrachte er den Rest seines Lebens mit Arbeiten an verschiedenen Ingenieursprojekten für die Regierung. Von 1881 bis 1901 führte er als Zivilingenieur Verbesserungen an verschiedenen Fluss und Hafenanlagen durch. Er starb im Februar 1903 in Philadelphia und wurde auf dem Nationalfriedhof Arlington beigesetzt.

## Veröffentlichungen
Smith lieferte zahlreiche literarische Beiträge zur Geschichte des Krieges, darunter mehrere Artikel über Feldzuüge und die Führer des Bürgerkrieges, darunter:
- Military Operations Around Chattanooga (Vier Bände, 1887–1888)

- The Relief of the Army of the Cumberland, and the Opening of the Short Line of Communication between Chattanooga, Tennessee, and Bridgeport in October 1863, Wilmington, Delaware: C.F. Thomas and Co., 1891
- From Chattanooga to Petersburg under Generals Grant and Butler; a Contribution to the History of the War, and a Personal Vindication, Boston: Houghton, Mifflin and Co., 1893

- The Re-opening of the Tennessee River Near Chattanooga, October 1863 as Related by Major General George H. Thomas and the Official Record, Wilmington, Delaware: Press of Mercantile Printing Co., 1895